# Latarnia morska Dunnet Head
Latarnia morska Dunnet Head – zbudowana w latach 1830-1831 przez szkockiego inżynier Roberta  Stevensona dla Northern Lighthouse Board. Położona jest w zatoce Moray Firth około 8 kilometrów na północ od Castletown w historycznym harbstwie Caithness. Latarnia została wpisana w 1984 roku na listę zabytków kategorii A Historic Scotland pod numerem 1809. Obiekt znajduje się także na liście Royal Commission on the Ancient and Historical Monuments of Scotland pod numerem  ND27NW 5. Kompleks latarni składa się z wieży, dwóch domów latarników oraz stacji sygnałowej.
Pierwsza stacja sygnałowa - nautofon, został zbudowany niedaleko od brzegu klifu w 1899 roku. Nowy nautofon został zbudowany w pobliżu latarni w 1952 i funkcjonował do 1987 roku. W 1989 roku latarnia została zautomatyzowana i jest sterowana z centrum w Edynburgu. 
Królowa Matka kilkakrotnie odwiedzała latarnię. Ostatni raz było to 8 października 1979 roku. W czasie wizyty, główny latarnik Malcolm oprowadził królową po terenie kompleksu, a następnie wraz z rodzinami pozostałych latarników spotkali się z królową.